# Jon Toogood
Jon Toogood, född 9 augusti 1971 i Wellington, Nya Zeeland, är en nyzeeländsk musiker.
Toogood är ledare för hårdrockgruppen Shihad som han grundade år 1988 tillsammans med tre studiekamrater. Han har uppträtt live mer än 1 500 gånger och har sålt mer än 250 000 album, varav två nyzeeländska platina- och fem guldalbum.
År 2010 grundade han artistgruppen The Adults och valdes in i Nya Zeelands Music Hall of Fame.
Toogood är gift och har två barn.